# Acrocercops defigurata
Acrocercops defigurata là một loài bướm đêm thuộc họ Gracillariidae. Nó được tìm thấy ở Assam, Ấn Độ, cũng như Nepal. Nó được miêu tả bởi Edward Meyrick năm 1928. Ấu trùng ăn Juglans regia.